# Colchicum baytopiorum
Colchicum baytopiorum är en tidlöseväxtart som beskrevs av C.D.Brickell. Colchicum baytopiorum ingår i släktet tidlösor, och familjen tidlöseväxter. Inga underarter finns listade i Catalogue of Life.